# Turowo (Miastko)
Turowo (deutsch Steinau; kaschubisch Tùrowò) ist ein Dorf in der  Woiwodschaft Pommern in Polen. Es gehört zur Gmina Miastko (Gemeinde Rummelsburg) im Powiat Bytowski (Bütower Kreis).

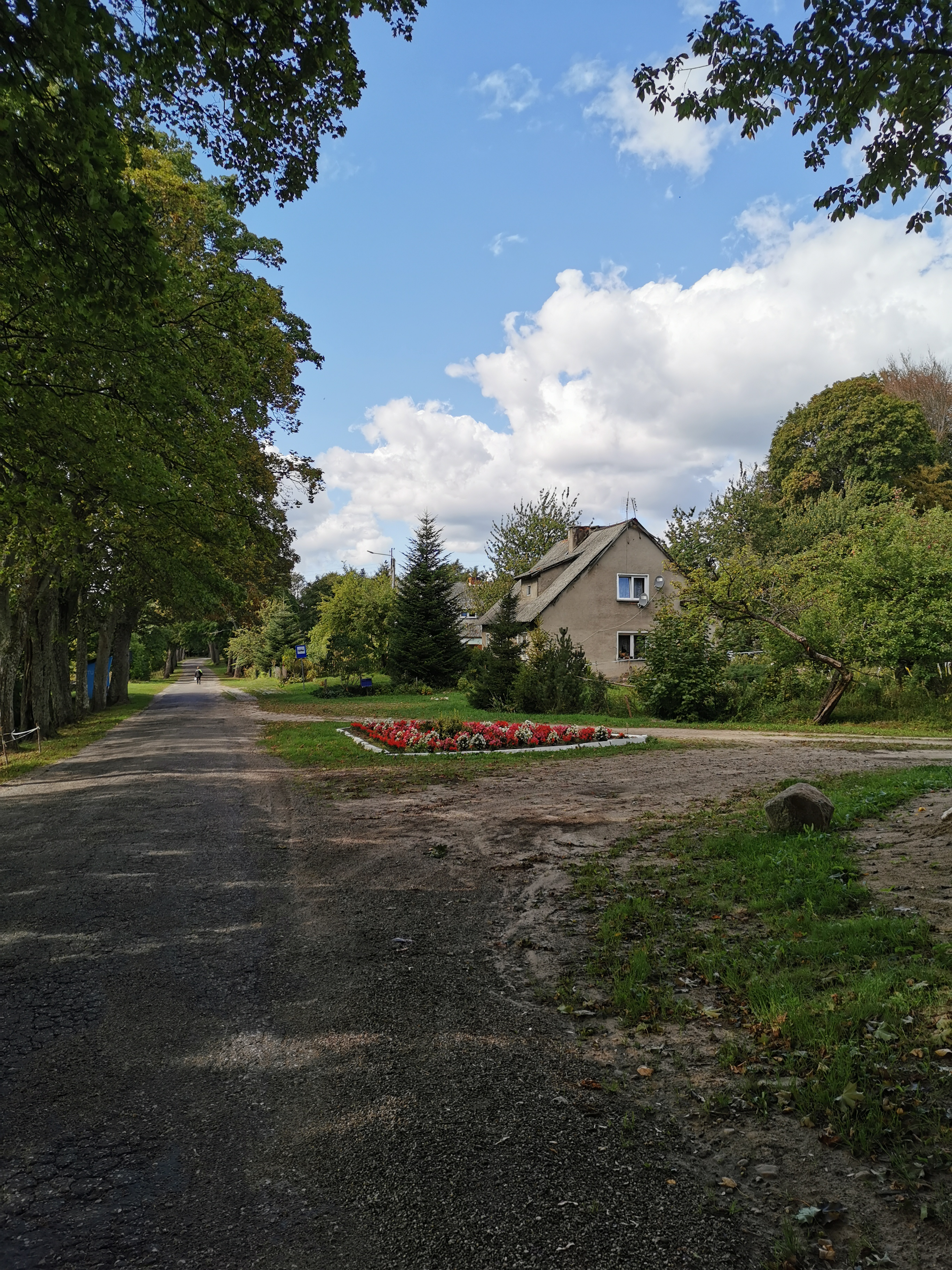
Ortsbild (2019)

## Geographische Lage
Das Dorf liegt in der Pojezierze Bytowski (Bütower Seenplatte) zwischen der früheren Kreisstadt Miastko (Rummelsburg) und der jetzigen Kreisstadt Bytów (Bütow). Eine Nebenstraße führt von Role (Grünwalde) kommend nach Kramarzyny (Kremerbruch), das direkt an der polnischen Landesstraße 20 (ehemalige deutsche Reichsstraße 158) liegt.
Zwischen 1909 und 1945 hatte Steinau über die sechs Kilometer entfernte Station Kremerbruch Anschluss an die Bahnstrecke Bütow–Rummelsburg.

## Ortsname
Die Bezeichnung „Steinau“ ist ein in Deutschland geläufiger und mehrfach vorkommender Ortsname, nicht weniger als der Name „Turowo“ in Polen.

## Geschichte
Steinau wurde nach 1843 als ein Vorwerk von Grünwalde angelegt, gleichzeitig wurden einige sogenannte Buschkaten aufgegeben. Das Puttkamersche Gut Grünwalde gehörte damals einer Thekla von Puttkamer, geborene von Oßmann, die es 1840 von ihrem Schwiegervater gekauft hatte. Im Jahre 1905 wurde das Vorwerk Steinau in 15 Rentensiedlungen aufgeteilt. Der Resthof mit 46 Hektar Land blieb bei der Familie von Puttkamer.
1901/08 wurde Steinau eine eigene Landgemeinde.  Bis 1945 bildete Steinau eine Landgemeinde im Kreis Rummelsburg der preußischen Provinz Pommern. In der Landgemeinde wurden neben Steinau die Wohnplätze Fuchskaten und Pferdebude geführt. Die Gemeinde zählte im Jahre 1910 139 Einwohner, im Jahre 1925 160 Einwohner in 23 Haushaltungen,   und im Jahre 1939 158 Einwohner.
Nach dem Zweiten Weltkrieg kam Steinau an Polen. Der Ortsname wurde zu „Turowo“ polonisiert. Hier leben jetzt etwas mehr als 100 Einwohner.

## Kirche
Die bis 1945 vorwiegend evangelischen Einwohner von Steinau gehören zu einem von insgesamt zwölf Orten, die in das Kirchspiel Waldow (heute polnisch: Wałdowo) eingepfarrt waren. Es gehörte zum Kirchenkreis Rummelsburg (Miastko) im Ostsprengel der Kirchenprovinz Pommern der Kirche der Altpreußischen Union.
Seit 1945 ist die Bevölkerung von Turowo überwiegend katholischer Konfession. Das Dorf gehört nun zur Kirchengemeinde Wałdowo (Waldow), die in die Pfarrei Piaszczyna (Reinwasser) eingegliedert ist. Sie liegt im Dekanat Miastko im Bistum Köslin-Kolberg der Katholischen Kirche in Polen.
Hier lebende evangelische Kirchenglieder sind der Kreuzkirchengemeinde in Słupsk (Stolp) zugeordnet, deren nächstes Filialkirchdorf Wołcza Wielka (Groß Volz) südwestlich von Miastko liegt. Sie ist Teil der Diözese Pommern-Großpolen der Evangelisch-Augsburgischen Kirche in Polen.